# ホンダ エアクラフト カンパニー

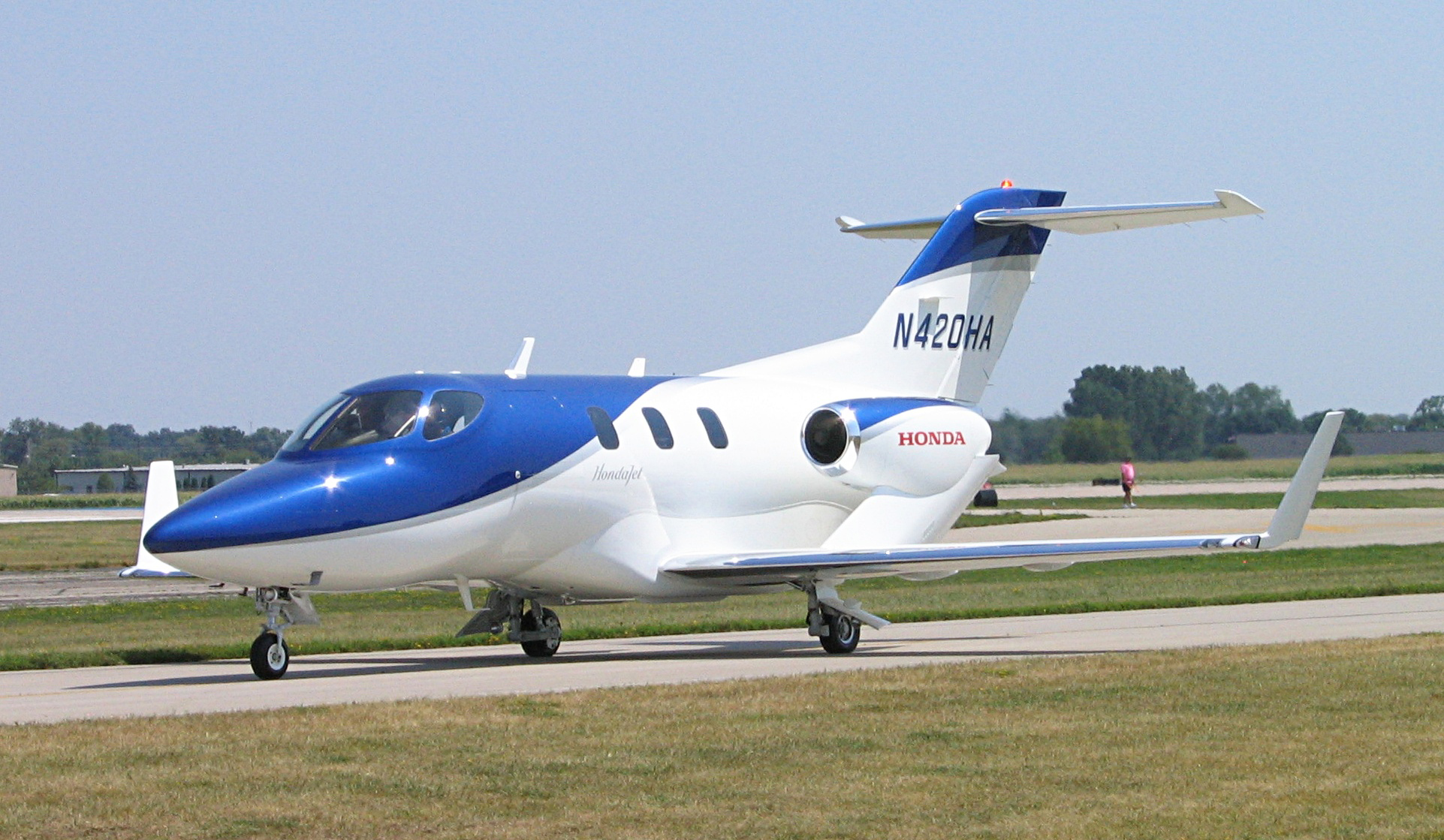
HondaJet

ホンダ エアクラフト カンパニー (Honda Aircraft Company)は本田技研工業の子会社で小型ビジネスジェット機HondaJetの開発・製造・販売を行うアメリカ合衆国ノースカロライナ州のグリーンズボロ市に拠点を置く企業。2006年8月に本田技研工業から分社して設立された。初代社長兼最高経営責任者はHondaJetの設計者でもある藤野道格。

## 概要
ノースカロライナ州グリーンズボロ市のピードモント・トライアド国際空港近くに本社を置く。ホンダは2007年2月にHondaJetを生産して出荷するための事務棟と製造施設をグリーンズボロに建設する事を発表し、2011年10月10日に80,000平方フィートの顧客サービス施設を設置するために本社を拡張する事を発表した。これにより8000万ドルの経済効果と400人以上の雇用が市にもたらされる事が期待された。2019年5月21日、HondaJet Eliteの生産体制を強化するため、主翼組み立てと各種部品の格納を目的とする83,000平方フィートの新施設の建設を発表した。
2010年12月20日にピードモント・トライアド国際空港でHondaJetの量産型認定用機体の初飛行に成功し、2014年6月に販売を前提とした量産1号機の初飛行に成功した。そして2015年12月10日に米国連邦航空局(FAA)からHondaJetの機体の型式証明を取得し、同月中に最初の機体を顧客に引き渡した。次いで2016年3月にメキシコ当局から、同年5月に欧州航空安全機関 (EASA)から、2017年6月にカナダ当局から型式証明を取得した。
2017年通年のHondaJetの出荷機数は43機となり同年の小型ビジネスジェット機の出荷量ではセスナの主力機サイテーションM2の39機を抜いて世界No.1を達成した。2017年8月時点での受注数は100機超、月産4機の体制であり、2019年3月期末までに月産7機程度にまで生産能力を拡大させ納期を短縮させる予定である。
2018年4月4日、米国航空宇宙学会(AIAA)から「AIAAファウンデーション アワード フォー エクセレンス(AIAA Foundation Award for Excellence)」を受賞した。
2018年以降も37機、36機、31機、37機を出荷しており、小型ジェット機カテゴリーにおいて2017年から2021年まで5年連続で世界第1位を達成した。小型ジェット機カテゴリーにおける出荷数で2017年から5年連続で世界一を達成している。
新領域の製品としてeVTOLの開発を行っている。
2022年藤野道格が退任し、山崎英人が第2代社長兼CEOとなった。

## 製品
- HondaJet
- HondaJet APMG(性能向上パッケージ)
- HondaJet Elite
- HondaJet Elite S

## 受賞歴
- 米国航空宇宙学会(AIAA) - AIAAファウンデーションアワード フォー エクセレンス (2018年)[7]